# Wolt
Wolt je finska tehnološka kompanija koja je poznata kao dostavna služba restorana putem mobilne i internetske platforme. Osnovana je 2014. godine u finskom gradu Helsinkiju. Osnivač je Miki Kuusi.
Od lipnja 2020. godine Wolt djeluje u 22 zemalje i više od 80 gradova, uključujući i Tallinn, Stockholm, Vilnius, Kopenhagen, Prag, Brno, Beograd, Baku, Tbilisi, Atenu i Tel Aviv. U Hrvatskoj, dostupan je u Zagrebu, Splitu i Rijeci, od 2020. godine i u Osijeku, Zadru, Velikoj Gorici i Varaždinu te od siječnja 2021. u Puli i Slavonskom Brodu. Dostava je moguće unutar 4 km zračne linije od lokacije restorana.
Wolt danas ima preko 6 tisuća partnera restorana, 12 tisuća dostavljača-partnera i 5 milijuna registriranih korisnika.

## Razvoj poduzeća
- 2014. godina – Osnovano poduzeće u Finskoj.
- 2015. godina – Prvi partnerski odnos s restoranom u formatu vlastitog preuzimanja hrane u restoranu.
- 2016. godina – Razvoj Wolt platforme u Švedskoj i Estoniji.
- 2017. godina – Dolazak na tržište Danske, Latviji i Litvi.
- 2018. godina – Dolazak na tržište Hrvatskoj, Češkoj, Norveškoj, Mađarskoj, Gruziji, Izraelu i Poljskoj.
- 2019. godina – Novo proširenje dostupnosti usluge na Grčku, Azerbajdžan, Srbiju i Slovačku.

## Vanjske poveznice
- Službene internetske stranice